# 2645 Daphne Plane
2645 Daphne Plane eller 1976 QD är en asteroid i huvudbältet som upptäcktes den 30 augusti 1976 av den amerikanske astronomen Eleanor F. Helin vid Palomarobservatoriet. Den är uppkallad efter Daphne Plane, en vän till upptäckaren.
Asteroiden har en diameter på ungefär 15 kilometer.